# Gare de Mo i Rana
La gare de Mo i Rana est une gare ferroviaire norvégienne de la ligne du Nordland, située sur le territoire de la commune de Rana dans le comté de Nordland. 
C'est une gare desservie notamment par des trains de voyageurs.

## Situation ferroviaire
Établie à 4 mètes d'altitude, la gare de Mo i Rana' est située au point kilométrique (PK) 93,7 de la ligne du Nordland, entre les gares ouvertes de Bjerka et de Skonseng.

## Histoire
La gare fut mise en service le 20 mars 1942. 

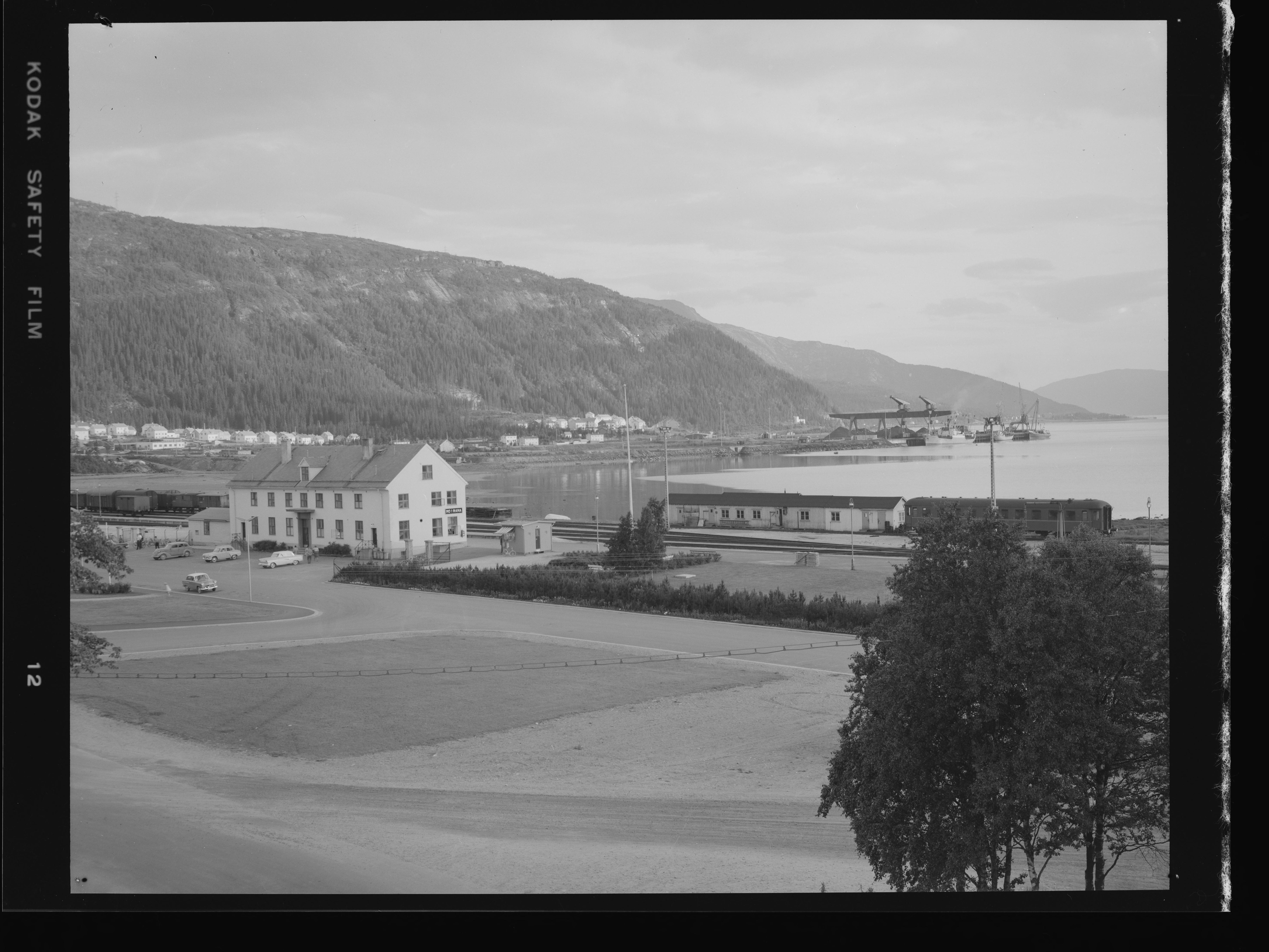
La gare avant 1900.

## Service des voyageurs

### Accueil
Gare voyageurs, elle dispose d'un bâtiment, avec guichets et salle d'attente, ouvert du lundi au vendredi. Elle est équipée d'automate pour l'achat de titres de transport et offre un service de consigne. 

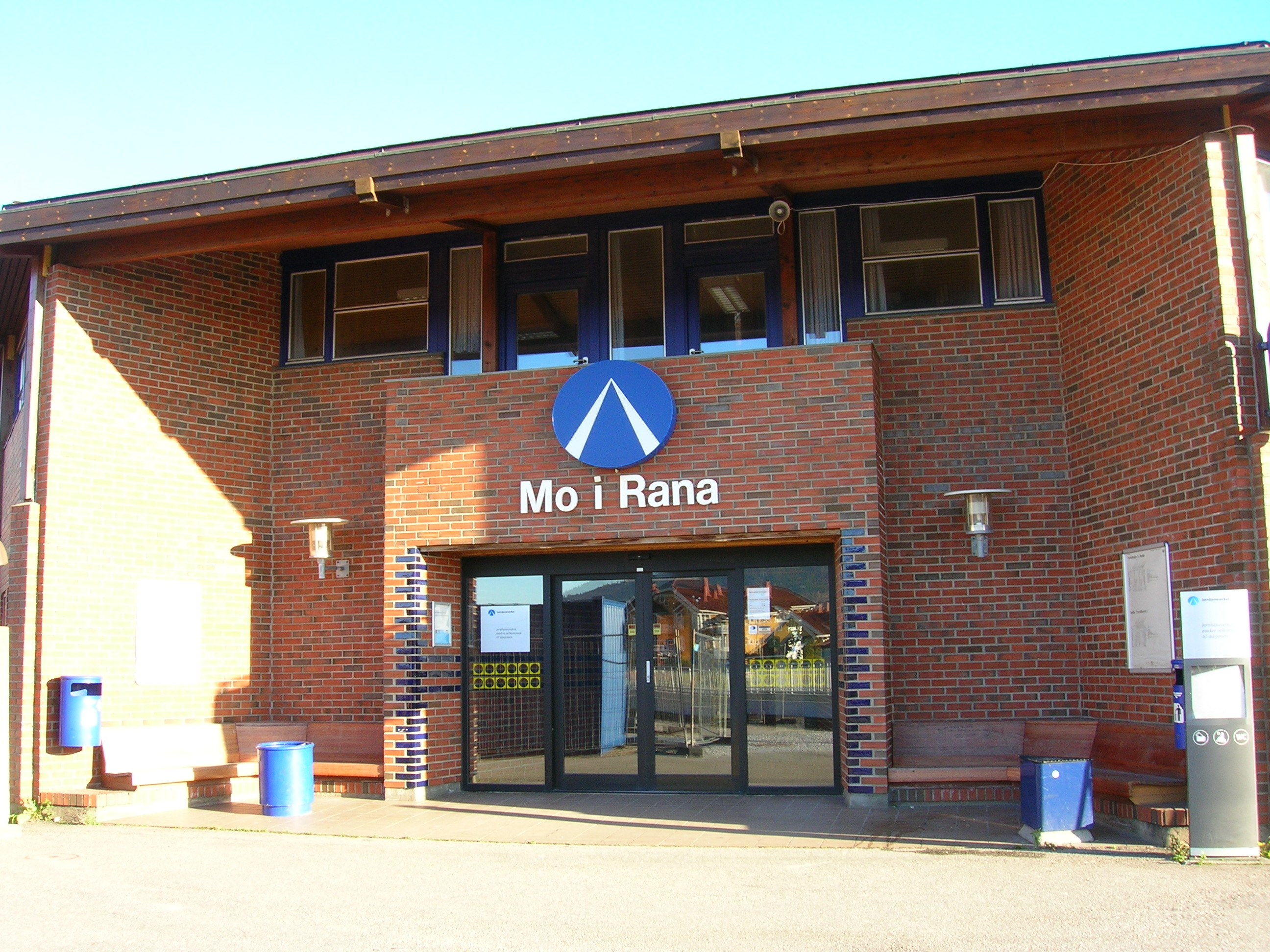
Entrée
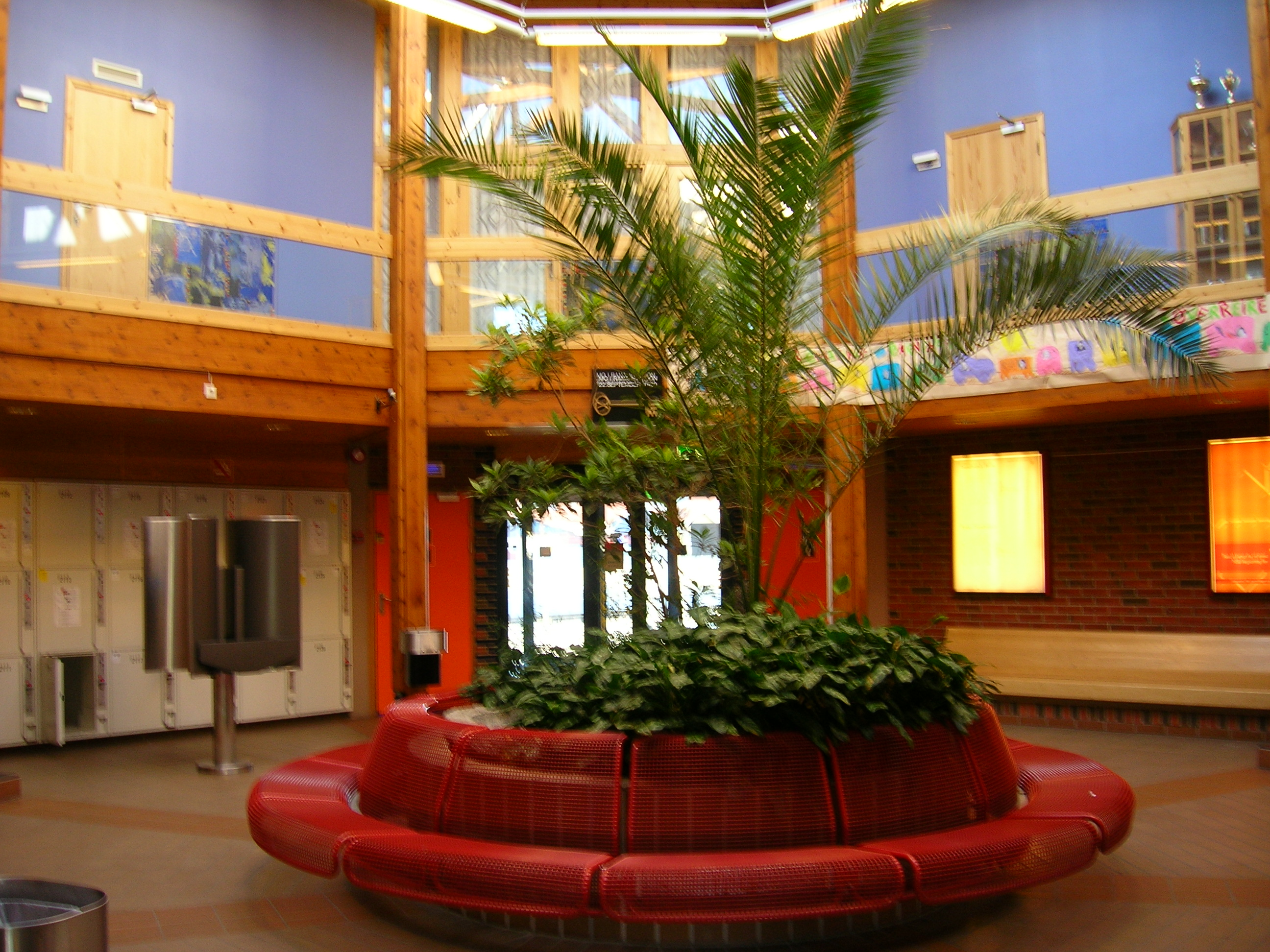
Salle d'attente.
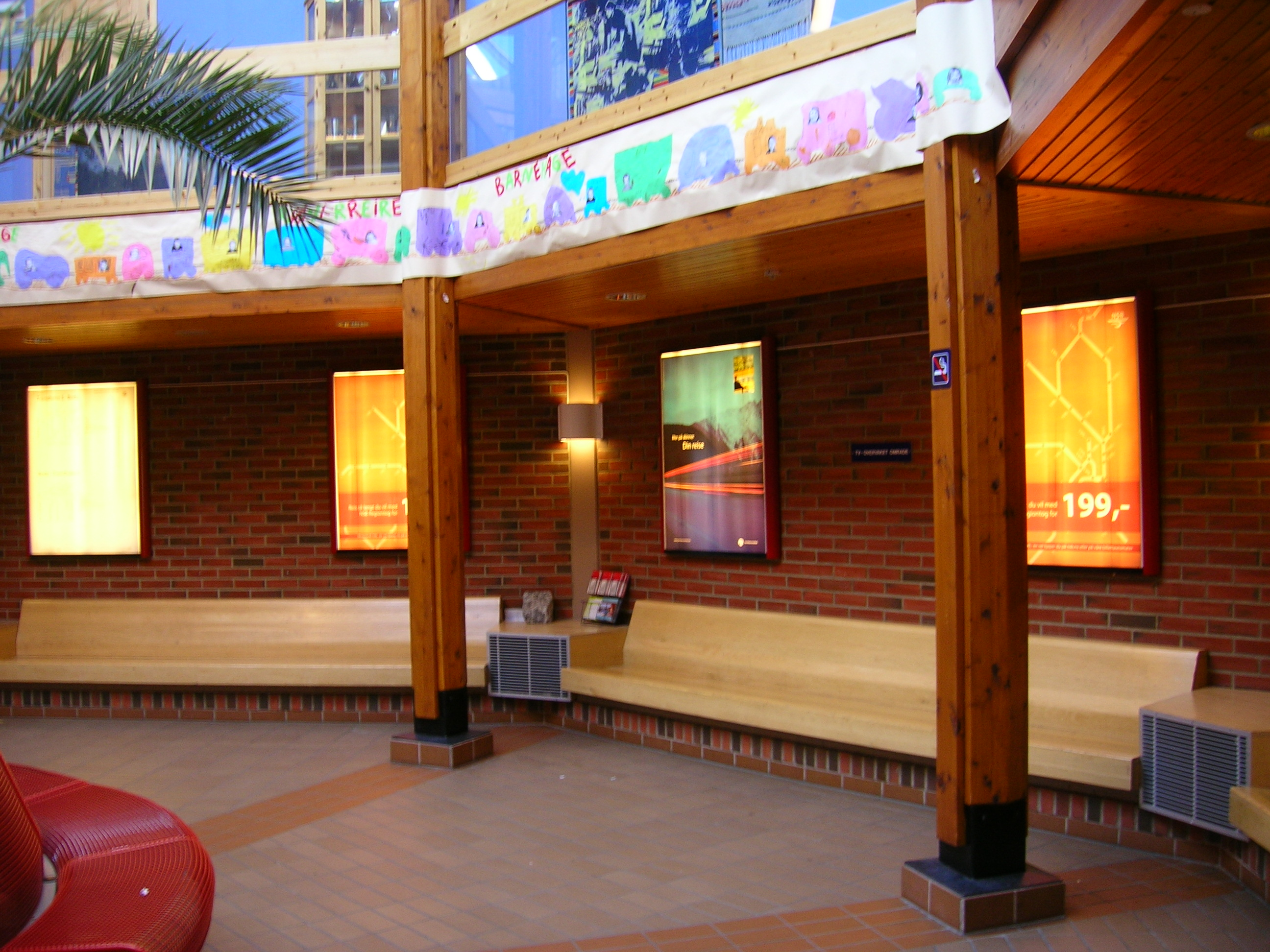
Salle d'attente.

### Desserte
Mo i Rana est desservie par des trains en direction de Trondheim et Bodø. 

### Intermodalités
Un parc pour les vélos et un parking (150 places) pour les véhicules y sont installés.
Des taxis sont disponibles à la sortie de la gare. Il y a également un service de bus et de location de voiture.